# كأس جنوب إفريقيا 2008
كأس جنوب أفريقيا 2008 هو موسم من كأس جنوب أفريقيا. كان عدد الأندية المشاركة فيه 32، وفاز فيه ماميلودي صن داونز.